# This Is England '88
This Is England '88 è una miniserie televisiva britannica del 2011 di genere drammatico, seguito del film This Is England (2006) e della serie televisiva This Is England '86 (2010).
La serie è stata trasmessa in tre parti da 75 minuti sul canale britannico Channel 4 tra il 13 e il 15 dicembre 2011.

## Accoglienza
Scrivendo per il The Guardian, Euan Ferguson ha detto che "è stata del tutto fenomenale" Paddy Shennan ha anch'egli recensito la serie per il Liverpool Echo chiamandola «sensazionale, assolutamente sensazionale.» Hugh Montgomery dell'Indipendent ha invece sostenuto di aver trovato il disagio dei personaggi «estremamente irritante.»

## Episodi

### Episodio 1
La storia si svolge a fine dicembre 1988, con il primo episodio precisamente il 23 dicembre. Lol è tormentata da visioni del suo defunto padre - che lei stessa ha ucciso quando lui ha provato a stuprarla - e sta lottando per far fronte a vivere da sola con la giovane figlia, Lisa, frutto della sua relazione con Milky due anni e mezzo prima (This Is England '86). Questa relazione ha anche portato Woody ad allontanarsi dal gruppo e a rifarsi una nuova vita. Ha una nuova ragazza, Jennifer, che i genitori adorano, e gli è stata offerta una promozione al lavoro. Smell e Shaun stanno ancora insieme, ma crescono diversamente: Shaun esercita il suo lato creativo in un corso di recitazione al college, e si affezione a Faye, una ragazza che recita nello stesso spettacolo. Milky ritorna a frequentare la gang dopo aver trascorso un po' di tempo lontano, ma quando Woody li vede insieme nel pub, vecchie ferite ritornano in superficie.

### Episodio 2
Nonostante qualche titubanza a causa delle responsabilità associate alla sua nuova promozione, Woody, dopo una cena fuori con Jennifer e il suo capo, sembra essere decisamente convinto ad accettare questa nuova posizione. Lol si rivolge ad un'infermiera pediatrica per aiuto, e fa una visita a Combo in prigione. Lo ringrazia per essere sempre stato li' a sostenerla, e si scusa per il modo in cui l'ha trattato quando ha fatto ritorno al gruppo cinque anni prima (This Is England). Shaun è di scena per il suo debutto teatrale, e i sospetti di Smell sono intensificati quando scopre, nel backstage, Shaun che dà un bacio 'di prova' a Faye. Faye stessa da un party a casa sua per celebrare il successo della recita, e Shaun la trova da sola al piano di sopra, nella sua stanza. Parlano, e poi Shaun finisce per tradire Smell. All'insaputa di Shaun, Smell, che non era alla festa, va a casa di Faye per chiedergli scusa per la gelosia provata nel backstage, ma li scopre a letto insieme.

### Episodio 3
Siamo al giorno di Natale, e Shaun è distrutto dopo che Smell l'ha scoperto mentre la tradiva al party. Il resto della gang è in giro a divertirsi quando incontrano Woody e Jennifer, e Woody ne approfitta per mettere in chiaro quanto dolore Milky gli abbia causato. Si scopre che Woody non ha mai saputo della relazione fra Lol e Milky fino a quando non è nata Lisa, che Woody credeva fosse sua figlia fino al giorno della nascita, al quale era presente. Dopo esser andata in chiesa, e dopo aver "visto" nuovamente suo padre morto, Lol si procura un'overdose di paracetamolo. Viene portata di corsa all'ospedale, dove le spurgano lo stomaco. Trev, dopo inutili telefonate durante tutta la notte, va a casa di Woody, dove egli sta aprendo i regali di Natale con i genitori e Jennifer. Dopo aver ricevuto la notizia del tentato suicidio di Lol, Woody, pensando fosse morta, corre all'ospedale, dove la madre e gli amici di Lol (incluso Milky) gli dicono è viva e sta bene. Woody e Milky fanno pace e successivamente Woody va a parlare da solo con Lol. Lei gli dice tutta la verità riguardo all'omicidio del padre e tutti i problemi che sta avendo. Woody le dice che ancora la ama e che non può stare con nessun altro. L'episodio finisce con Woody e Lol abbracciati, poi immagini e spezzoni dei vari membri del gruppo - compreso Combo, nella sua cella.